# Gramàtica del català contemporani
La Gramàtica del català contemporani ('Gramática del catalán contemporáneo', en español) es una obra que describe la sintaxis, fonética y morfología del catalán actual. Dirigida per Joan Solà Cortassa con ayuda de Maria-Rosa Lloret, Manuel Pérez Saldanya y Joan Mascaró, ha sido elaborada por 56 especialistas universitarios a lo largo de cinco años de trabajo sin subvenciones y editada en Barcelona: Empúries, junio de 2002, en tres volúmenes con un total de 3.616 páginas. La segunda edición revisada y definitiva corresponde a 2008. Estructura, terminología y contenido tienen fuerte paralelismo con la Gramàtica del català antic ("Gramática del catalán antiguo") actualmente en elaboración.
- Datos: Q8964864